# Guddad Hulikatti, Kalghatgi
Guddad Hulikatti là một làng thuộc tehsil Kalghatgi, huyện Dharwad, bang Karnataka, Ấn Độ.